# Phanishwar Nath
Œuvres principales
Maila Anchal (1954)
Phanishwar Nath « Renu », né le 4 mars 1921 à Aurahi Hingna, au Bihar, en Inde et décédé le 11 avril 1977 est l'un des écrivains les plus célèbres et les plus influents de la littérature hindi moderne de l'après-Premchand. Il est l'auteur de Maila Anchal, qui, après le Godaan de Premchand, est considéré comme le roman hindi le plus significatif. La communauté Mandal (surnom) à laquelle Renu appartenait constitue un groupe social défavorisé en Inde. La famille de Renu, cependant, jouissait des avantages de la terre, de l'éducation et du prestige social. Le père de Renu, Shilanath Mandal, avait été actif dans le mouvement national indien et était un individu extrêmement éclairé, s'intéressant vivement aux idées, à la culture et aux arts modernes.
Phanishwar Nath est surtout connu pour promouvoir la voix de l'Inde rurale contemporaine à travers le genre « Aanchalik Upanyas » (histoire régionale), et est placé parmi les écrivains hindous pionniers qui ont introduit les voix régionales dans la littérature hindi dominante. Renu était un proche collaborateur du romancier bengali Satinath Bhaduri (en). Il a écrit un mémoire intitulé Bhaduriji (M. Bhaduri) en bengali.
Sa nouvelle « Maare Gaye Gulfam » a été adaptée dans le film « Teesri Kasam » (Le troisième vœu), par Basu Bhattacharya (en), et produit par le poète-lyricien Shailendra (en), en 1966, dont il a également écrit les dialogues. Plus tard, sa nouvelle « Panchlight » (Petromax) a été transformée en court métrage pour la télévision. Le Panchlait de Bollywood en 2017 est également basé sur cette nouvelle.